# Stadtarchiv Hamm
Das Stadtarchiv Hamm ist die zentrale Dokumentationsstelle der Stadtgeschichte Hamms. Es befindet sich im Technischen Rathaus Hamm.

## Geschichte
Das Archiv war bis September des Jahres 2004 in den Räumlichkeiten des einstigen Amtshauses im Stadtbezirk Hamm-Pelkum angesiedelt. Im Zuge der zweiten kommunalen Neuordnung von 1975 wurden die ehemaligen Städte und Gemeinden Bockum-Hövel, Hamm, Heessen, Pelkum, Rhynern und Uentrop zur heutigen Großstadt Hamm mit etwa 180.000 Einwohnern zusammengelegt. Dabei wurden auch die jeweiligen Archivbestände in ein gemeinsames Archiv überführt, das im nunmehr leer stehenden ehemaligen Amtshaus Pelkum eingerichtet wurde.
Hinzu gehören ein Zwischenarchiv und eine umfangreiche Sammlung. Vor dem Umzug des Stadtarchivs belief sich sein Umfang auf gut 2.300 lfdm Archiv- und Sammlungsgut.
Bei Einzug in das denkmalgeschützte, aus dem Jahr 1905 stammende preußische Amtshaus hatte man aus Kostengründen auf eine grundlegende Sanierung verzichtet und stattdessen nach und nach einzelne Räume saniert. Die Räumlichkeiten des Stadtarchivs reichten über vier Geschosse, vom Keller bis zum Dachgeschoss, die über zwei Treppenhäuser miteinander verbunden waren; einen Aufzug gab es nicht. Den Bereich für Büros und für die Öffentlichkeit hatte man im rechten Flügel des ersten Obergeschosses untergebracht.
Bereits in den 1980er Jahren kristallisierte sich heraus, dass die Raumkapazitäten bei weitem nicht ausreichten. Abgesehen von einer Betondecke zwischen Keller- und Erdgeschoss bestanden alle weiteren Decken aus einer Holzkonstruktion. Dies, sowie die Bergsenkungen und regelmäßigen Erschütterungen infolge des Kohleabbaus in Pelkum, führte zu einer unzureichenden Statik, die die Nutzung der Räume als Archivmagazin stark einschränkte. So durften keine Regale in der Raummitte aufgestellt werden. Für kleinere Ausstellungen musste der Flur mitbenutzt werden. Größere Archivausstellungen waren nicht möglich, das Stadtarchiv musste dann auf andere städtische Gebäude ausweichen.
Es bestanden also zahllose Schwierigkeiten:
- Veränderungen an der Bausubstanz aufgrund von Bergsenkungen.
- unzureichende Belastbarkeit der Decken ab dem ersten Obergeschoss.
- Erhebliche Platzprobleme. Die Aufnahmekapazität war längst erschöpft.
- Fehlen eines Ausstellungsraumes.
- Nachteile durch die dezentrale Lage sowohl für die Verwaltung als auch für die Öffentlichkeit.
- eingeschränkte Zugänglichkeit für Gehbehinderte.

Die Stadtverwaltung bemühte sich lange Zeit vergeblich um andere Unterbringungsmöglichkeiten im Innenstadtbereich. Als dann das technische Rathaus gebaut wurde, drängte es sich auf, auch das Stadtarchiv dort unterzubringen. Am 21. Januar 2002 beschloss der Kulturausschuss der Stadt Hamm, das Archiv ebenfalls „auf PAKUM“ unterzubringen. Der damalige Kulturdezernent Karl A. Faulenbach unterstrich, dass durch die Entscheidung drei seit langem geforderte Kriterien erfüllt werden konnten: Zentralität, Funktionalität und Öffentlichkeitswirksamkeit.

### Archiv seit 2004
Das Archiv erhielt Flächen im ersten und zweiten Untergeschoss des Hauptgebäudes, vergleichbar einer Einliegerwohnung über zwei Geschosse. Nach Betreten der Glashalle findet man den Archivtrakt im ersten Untergeschoss auf der rechten Seite. Eine Treppe und ein Personenaufzug außerhalb des Archivbereichs verbinden die beiden Archivgeschosse miteinander.
Beim Bau des technischen Rathauses konnten nicht alle Anforderungen des Archivs hinsichtlich das Raumzuschnitte, der Raumausstattungen oder der Betriebsabläufe in die Praxis umgesetzt werden. Aus dem vorgegebenen Raumgrundriss, Brandschutz- und Fluchtwegsvorschriften und dem vorgesehenen Kostenrahmen ergaben sich Schwierigkeiten. Insgesamt wurden 110.000 Euro für die Einrichtung des Stadtarchivs investiert. Etwa 90.000 Euro entfielen dabei auf die Magazinausstattung. Das Westfälische Archivamt, vertreten durch Rickmer Kießling, leistete hierbei fachliche Beratung und finanzielle Unterstützung.
Nach Fertigstellung der Bauarbeiten und Einrichtung der Magazinräume konnte das Stadtarchiv im Herbst 2004 in zwei Etappen bezogen werden. Verzögerungen ergaben sich dabei durch den nicht fristgerechten Abschluss der Baumaßnahmen und die verspätete Funktionsfähigkeit der Fahrregalanlagen. Die Planungen für den Umzug hatten bereits im Herbst 2003 durch Erfassung des Umzugsvolumens begonnen, das schließlich auf 2.300 lfdm Archiv- und Sammlungsgut, das Kleist-Archiv, Objekte der Sammlung „Gastgeschenke“ die Betriebs- und Magazinausstattung, Ausstellungsträger und größere Exponate wie etwa eine entschärfte 10-Zentner-Bombe bestimmt wurde. Der Umzug wurde durch ein lokales Umzugsunternehmen durchgeführt. Schwierigkeiten bereitete dabei das Kleist-Archiv. Die darin enthaltenen Kunstgegenstände verursachten versicherungsrechtliche Auflagen, die beim Transport durch das Stadtarchiv und das Umzugsunternehmen berücksichtigt werden mussten.
Dem Stadtarchiv stehen heute erheblich größere Raumkapazitäten zur Verfügung, als zur Zeit der Nutzung des Pelkumer Amtshauses. Damit kann das Archiv auch in den nächsten Jahren Neuzugänge aufnehmen und entsprechend dem Archivstandard verwahren.

## Nutzung heute
Die Nutzfläche des Stadtarchivs beträgt ca. 2230 m², doppelt so viel wie die vorherigen 1060 m² im Amtshof Pelkum. Es handelt sich um die Gesamtfläche des über zwei Ebenen verteilten Archivs. Etwa 1370 m² (früher: 914 m²) sind Magazinfläche, 300 m² stehen für Büroarbeitsplätze und den Besucherraum zur Verfügung. Dabei entfallen auf den direkt an die Glashalle des Gebäudes grenzenden Besucherraum ca. 54 m². Hier findet sich außerdem ein Servicebüro mit Kopierer, Reproanlage und einem Arbeitsplatz für Bildarchivierung. Von dort aus wird auch die Besucheraufsicht durchgeführt. Gegenüber dem Besucherraum findet man die Büroräume der vier Archivmitarbeiter, gruppiert um einen neu eingezogenen Lichtschacht. Daran angrenzend befinden sich ein Vortrags- und Arbeitsraum sowie der Bibliotheksraum. Hinter diesem gibt es wiederum einen Ausstellungsraum mit einer Fläche von gut 190 m². Dieser ist über die Bibliothek oder über einen Zugang vom Flur aus zu erreichen. Dadurch wurde das Stadtarchiv in die Lage versetzt, künftig Veranstaltungen in den eigenen Räumlichkeiten durchzuführen. Links vom Ausstellungsraum sind die Magazinräume für häufig genutzte Sammlungen untergebracht. Hierzu gehören auch die Depositia und Nachlässe sowie das Kleistarchiv. In den Ausstellungsräumen gibt es grundsätzlich kein Tageslicht.
Die Archivbestände sind größtenteils im zweiten Untergeschoss untergebracht. Die sieben Magazinräume sind über zwei größere Flure zu erreichen. Insgesamt gibt es etwa 1180 m² Magazinfläche zuzüglich Flurflächen und Technikraum. Zwei der drei großen Magazinräume mit jeweils etwa 200 m² Fläche wurden mit Rollregalen versehen. Bedingt durch zeitliche Trocknungsprobleme im Gebäude wurden die Flächen zwischen den Schienen dieser Rollregale mit Betonplatten in Trockenbauweise anstelle der sonst üblichen Schichtholzplatten bzw. Estrich ausgefüllt. Diese Lösung hat sich als praxistauglich erwiesen. Insgesamt verfügt das Stadtarchiv über 4.545 lfs. Regelmeter mit Kapazitätsreserven für spätere Zugänge. Im Stadtarchiv gibt es außerdem verschiedene Metallschränke für Sonderformate von Archivgut. In einem der großen Magazinräume finden sich die historischen Archivbestände der heutigen Hammer Stadtbezirke, daneben der Nachkriegsbestand der Stadt Hamm. In dem anderen finden sich die Archivbestände kommunaler Einrichtungen. Der dritte größere Magazinraum dient als Zwischenarchiv, das mit Standardregalen bestückt worden ist. Ein in der Nähe liegender direkter Zugang über die Tiefgarage des Technischen Rathauses ermöglicht eine witterungsunabhängige Anlieferung von Abgaben aus der Verwaltung.
Vier kleinere Magazinräume von je etwa 70 m² Fläche befinden sich auf derselben Ebene. Hier finden sich Meldeüberlieferungen, die Verwaltungsbibliothek, Sondersammlungen und das Zeitungsarchiv. Ein Arbeitsraum zur technischen Bearbeitung von Akten im Zugangsbereich und ein Lagerraum ergänzen dieses Bild. Ein ursprünglich als Magazinraum vorgesehener größerer Raum beherbergt die Pumpenanlage; hier finden aber gelegentlich Ausstellungen statt.
Magazinräume, Bibliothek und Ausstellungsraum verfügen über eine computergesteuerte Be- und Entlüftungsanlage. Sie wird durch den hausinternen Dienst des Technischen Rathauses betreut und bedient. Da das zweite Untergeschoss unterhalb des Grundwasserspiegels liegt, ist das Gebäude in einer „Wanne“ errichtet, die ein Eindringen des Wassers verhindern soll. Dazu wird aufsteigendes Grundwasser abgepumpt. Dennoch birgt diese Konstruktion ein gewisses Risiko für den Aktenbestand. Versorgungsleitungen für Wasser, Abwasser, Heizung, EDV-Kabel und Be- und Entlüftungsrohre wurden in diesem Geschoss installiert.
Die Büroarbeitsplätze sind inzwischen vollständig mit EDV ausgestattet und an das städtische Computernetz angeschlossen worden. Außerdem wurden ein Mikrofilmscanner-Arbeitsplatz und der Besucherraum eingerichtet und ein geeignetes Beleuchtungssystem für den Ausstellungsraum installiert.
Seit sich das Stadtarchiv im technischen Rathaus befindet, hat sich seine Nutzungsfrequenz deutlich erhöht, und zwar nicht nur durch die Bürger, sondern auch durch die Mitarbeiter der Stadtverwaltung. Durch die Nähe zu anderen Abteilungen wie der Reprographie beim Vermessungs- und Katasteramt, die sich im ersten Untergeschoss dem Archiv gegenüberliegend befindet, können Dienstleistungen angeboten werden, die bislang aufgrund des hohen Zeitaufwandes und der fehlenden Reprotechnik nicht möglich waren.
Gemäß dem erhöhten Platzvolumen finden im Stadtarchiv Ausstellungen, Lesungen und Führungen statt, die der Öffentlichkeit oder interessierten Gruppen angeboten werden. Diese Möglichkeiten werden rege genutzt. Die Veranstaltungsräume werden dabei auch zunehmend von dritter Seite für Veranstaltungen nachgefragt, was auch eine Folge der innerstädtischen Lage mit guter Verkehrsanbindung und ebenso guter Parkplatzsituation ist.

## Archivgut
Das Archivgut entstand überwiegend im 19. und 20. Jahrhundert. Das Archiv Hamm ist bei den Stadtbränden im 18. Jahrhundert und durch die Bombardierung im Zweiten Weltkrieg weitestgehend verloren gegangen. Urkunden des Amtes Bockum-Hövel liegen seit dem Gründungsjahr 1908 vor.
Außerdem verwahrt das Hammer Stadtarchiv Deposita und Nachlässe von Personen, Vereinen, Firmen usw. Dabei sticht das Kleistarchiv heraus, das hier seit dem Sommer des Jahres 1978 aufbewahrt und ständig erweitert wird. Es handelt sich um das Familienarchiv des Familienverbandes derer von Kleist e. V. Zu seinem Bestand gehören Archivalien und zahlreiche Kunstgegenstände, darunter Gemälde, Graphiken und Objekte.